# Oleada
«Oleada» es el cuarto y último sencillo de la cantante mexicana Julieta Venegas que lanzó en 2005, de su álbum de estudio Sí.

## Canción
La canción fue escrita por Coti Sorokin y Julieta Venegas y trata de la oleada de sentimientos que tiene una persona al enamorarse o conocer a alguien. Ocupó el lugar 31 en la revista Billboard en el Latin Pop Airplay.

## Vídeo
Fue dirigido por Valdés & Chicle, rodado en La Marquesa en el Estado de México. El vídeo en si comienza con Julieta Venegas cargando dos maletas rojas las cuales mete a un auto color amarillo, se ve a Venegas manejando por una carretera, comienzan a salir una especia de animalitos negros sombríos con ojos amarillos sin una figura específica, Julieta se estaciona, sale del auto a una pradera y en la parte de atrás se ve cómo viene un monstruo grande que carga el auto. El vídeo finaliza con Julieta mientras comienza a adentrarse al bosque y los animalitos desempacando sus maletas.
| Año  | Lista                              | Posición |
| ---- | ---------------------------------- | -------- |
| 2005 | Los 100 + Pedidos del 2005 (Norte) | 74       |

## Lista de canciones
CD Single/Promo
1. Oleada[2]

## Posicionamientos en listas

### Lista
| Lista (2005)                               | Posición máxima |
| ------------------------------------------ | --------------- |
| Estados Unidos (Billboard Latin Pop Songs) | 31              |
| México (Top 10 México)                     | 9               |